# Афраниу (Пернамбуку)
Афраниу (порт. Afrânio) — муниципалитет в Бразилии, входит в штат Пернамбуку. Составная часть мезорегиона Сан-Франсиску-Пернамбукану. Входит в экономико-статистический микрорегион Петролина. Население составляет 16 471 человек на 2007 год. Занимает площадь 1488,6 км². Плотность населения — 9,50 чел./км².
Праздник города — 31 мая.

## История
Город основан в 1864 году.

## Статистика
- Валовой внутренний продукт на 2005 год составляет 38 877 000 реалов (данные: Бразильский институт географии и статистики).
- Валовой внутренний продукт на душу населения на 2005 год составляет 2417 реалов (данные: Бразильский институт географии и статистики).
- Индекс развития человеческого потенциала на 2000 год составляет 0,634 (данные: Программа развития ООН).

## География
В соответствии с классификацией Кёппена, климат относится к категории BShW.